# Dugdalea oculata
Genre
Espèce
Dugdalea oculata, unique représentant du genre Dugdalea, est une espèce d'araignées aranéomorphes de la famille des Orsolobidae.

## Distribution
Cette espèce est endémique de Nouvelle-Zélande. Elle se rencontre à Fletcher's Creek dans la région de West Coast dans l'île du Sud.

## Description
Le mâle holotype mesure 2,48 mm.

## Étymologie
Ce genre est nommé en l'honneur de John Sydney Dugdale.

## Publication originale
- Forster & Platnick, 1985 : A review of the austral spider family Orsolobidae (Arachnida, Araneae), with notes on the superfamily Dysderoidea. Bulletin of the American Museum of Natural History, no 181, p. 1-229 (texte intégral).